# Baščaršija
Baščaršija est une čaršija, c'est-à-dire un quartier typiquement ottoman, situé en Bosnie-Herzégovine sur le territoire de la Ville de Sarajevo. Cet ensemble urbanistique, qui remonte au XVIe siècle, est inscrit sur la liste des monuments nationaux de Bosnie-Herzégovine.
Son étymologie vient du turc : Baş signifiant principal, et Çarşı signifiant marché, le nom Baščaršija désigne donc la principale place marchande de la ville. C'était le quartier où étaient situées les boutiques des commerçants d'étoffes, d'épices, des joailliers, qui a fait la richesse de la ville.
Il est situé au nord-est de Sarajevo et renferme parmi les plus anciens et les plus célèbres monuments de la ville comme la mosquée de Gazi Husrev-bey, la mosquée de Fehrad-bey, la mosquée de Baščaršija, la fontaine Sebilj, le marché aux étoffes de Gazi Husrev-bey (bezistan) ou la tour de l'Horloge (Sahat kula).

## Localisation

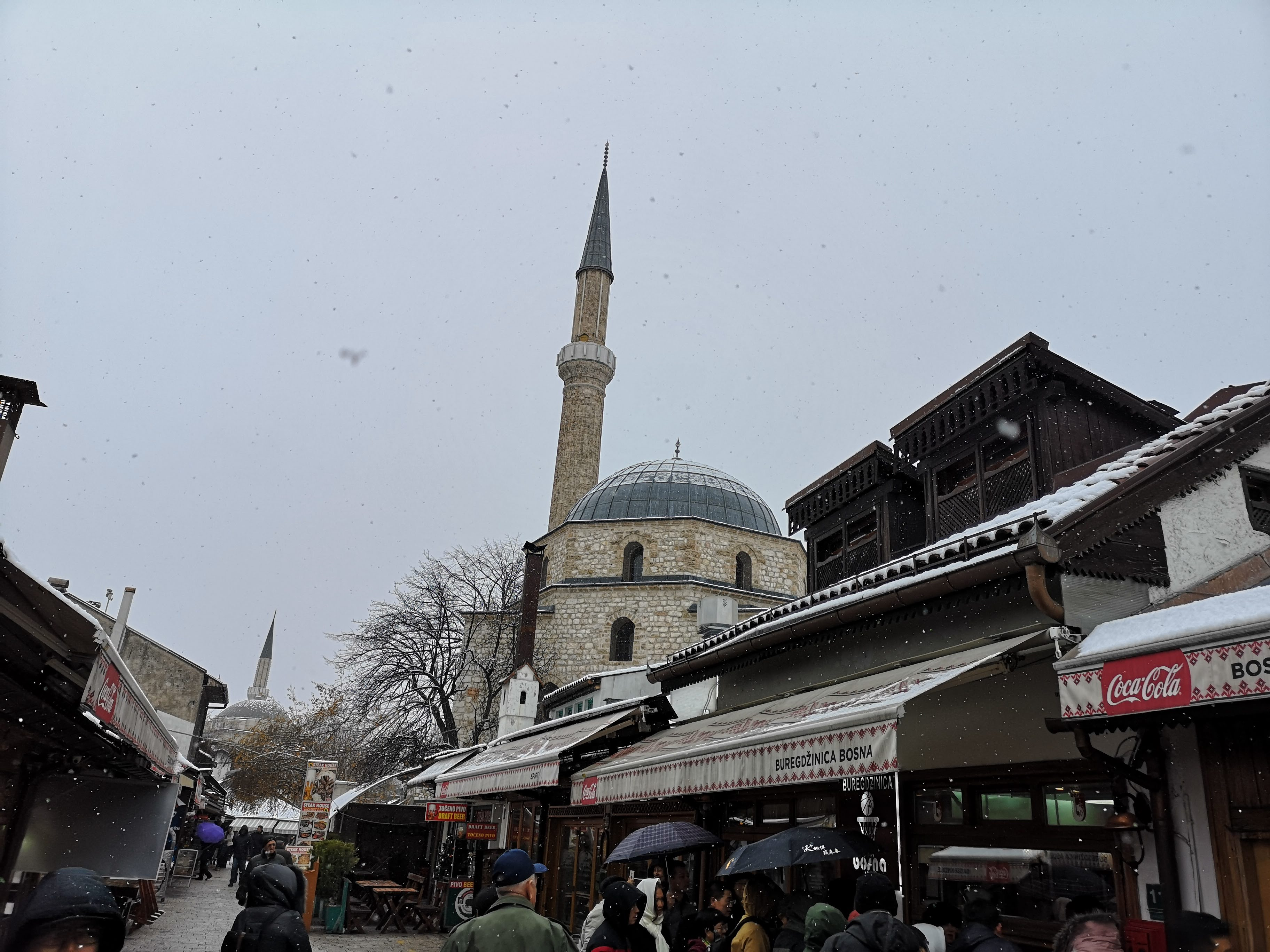
Baščaršija l'hiver

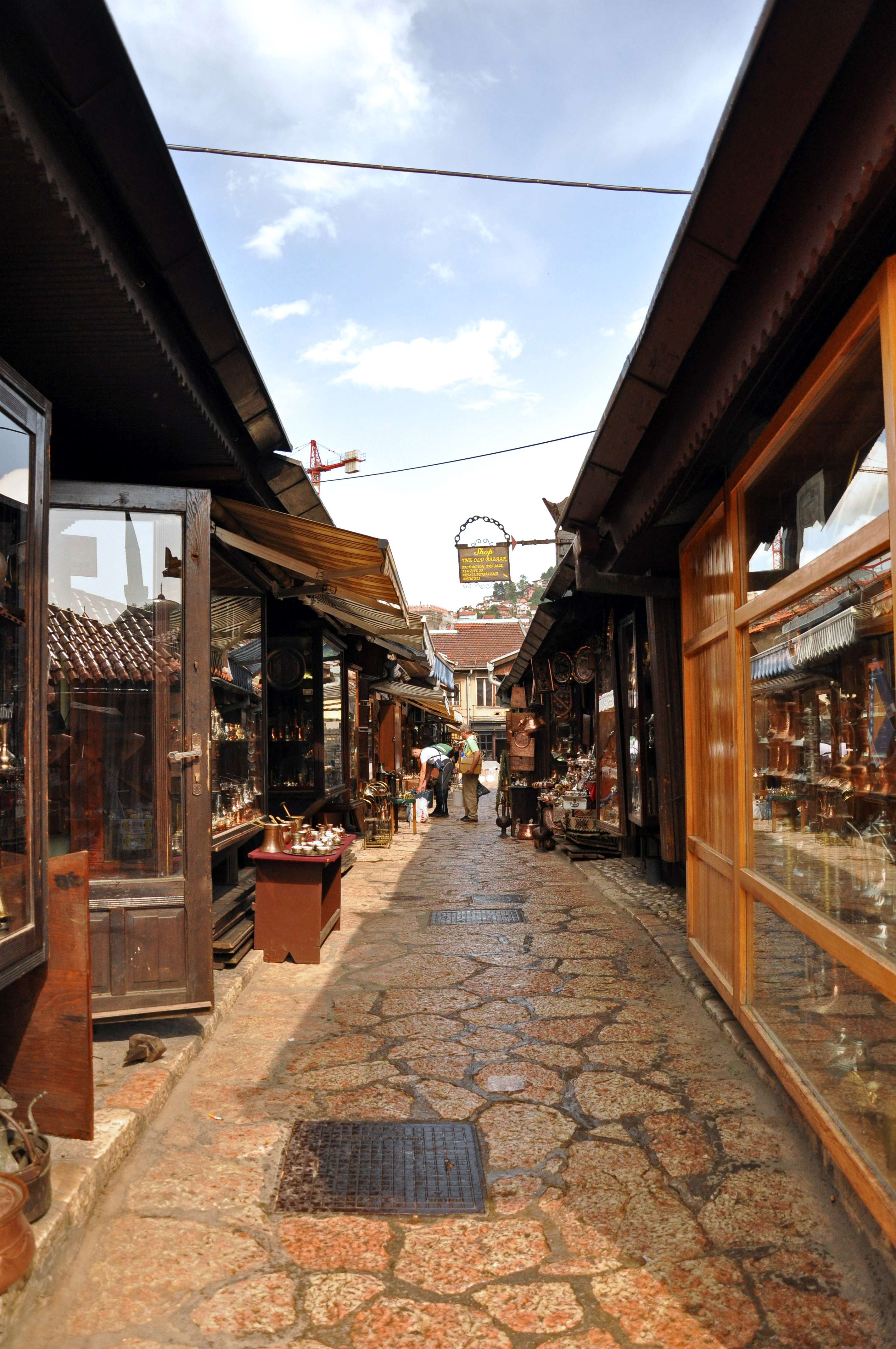
Le bazar de Kazandžiluk

## Histoire
Commencé au XVe siècle, mais construit pour l'essentiel au début du XVIe siècle par Gazi Husrev-bey, un notable ottoman bosnien, le quartier a été rénové pendant la période austro-hongroise. Il reste toujours aujourd'hui constitué de commerces en bois vendant des marchandises pour les touristes ou de joailliers, de restaurants, d'où s'échappent de délicieuses odeurs de bureks ou de Ćevapi. C'est le centre touristique de Sarajevo. Son entrée la plus connue est la place de Sebilj, la place de la fontaine, entourée de nombreux pigeons.

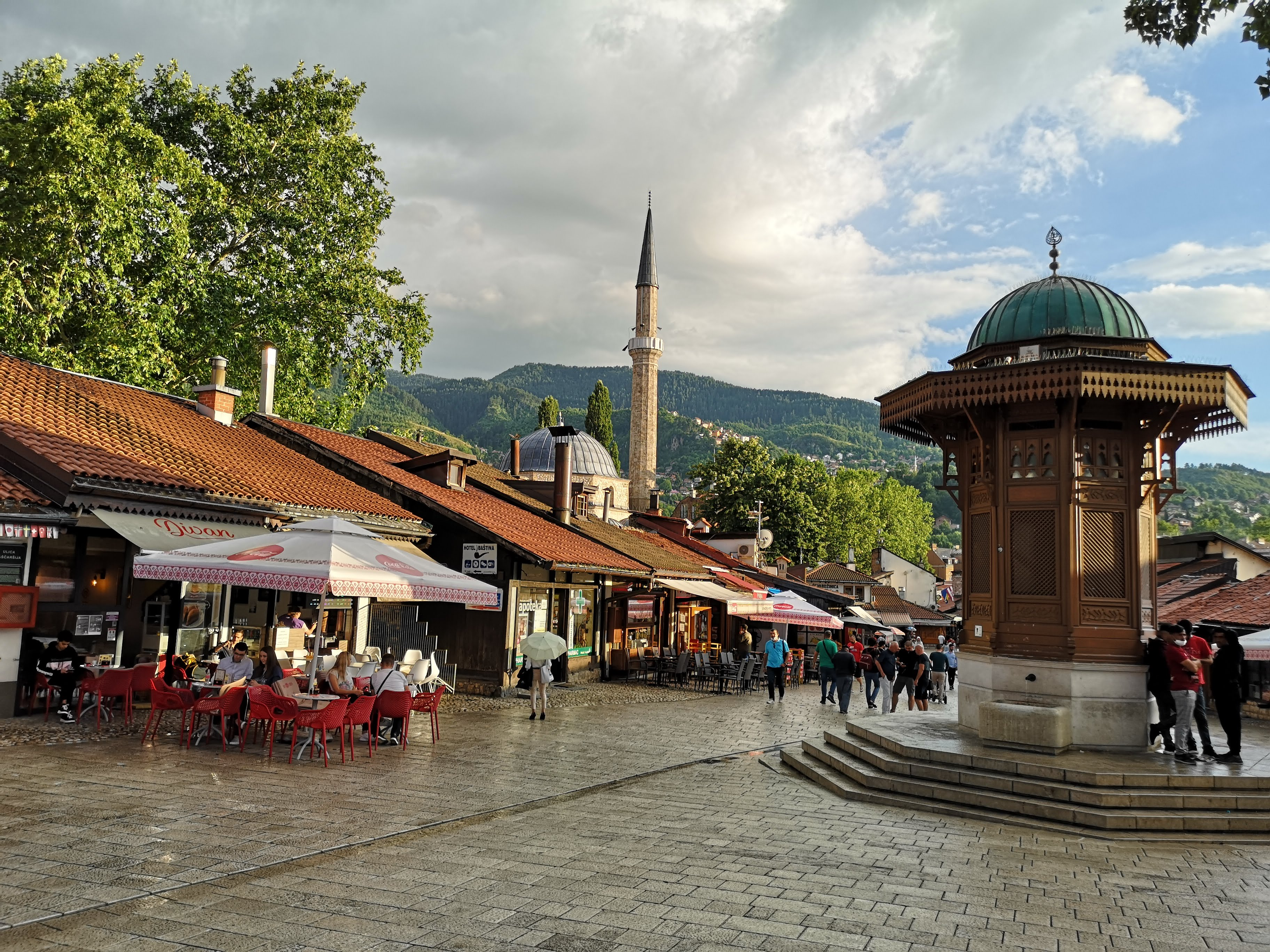
L'entrée du quartier de Baščaršija, la vieille ville de Sarajevo.

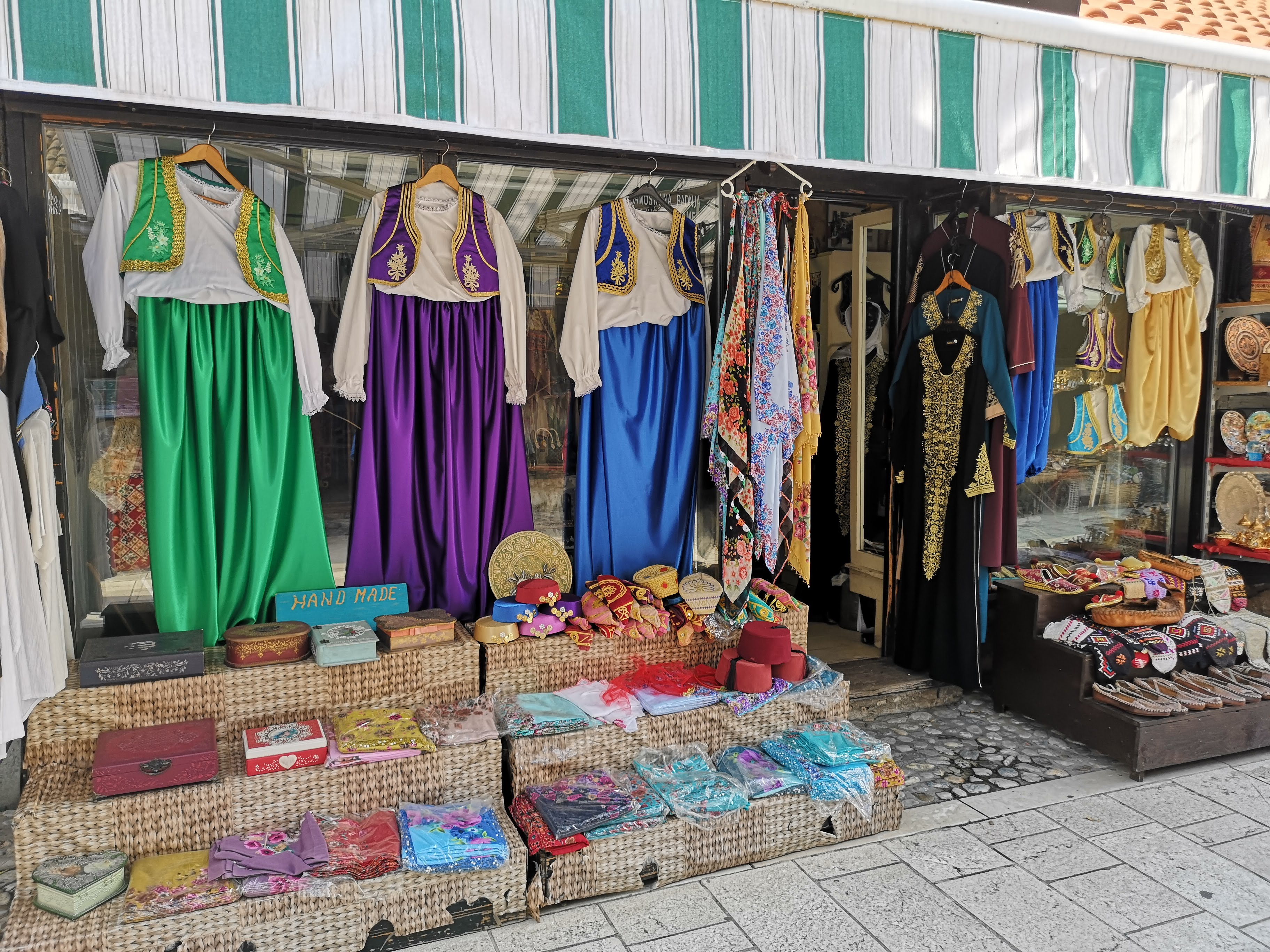
Tenues traditionnelles bosniaques vendues dans le quartier de Baščaršija

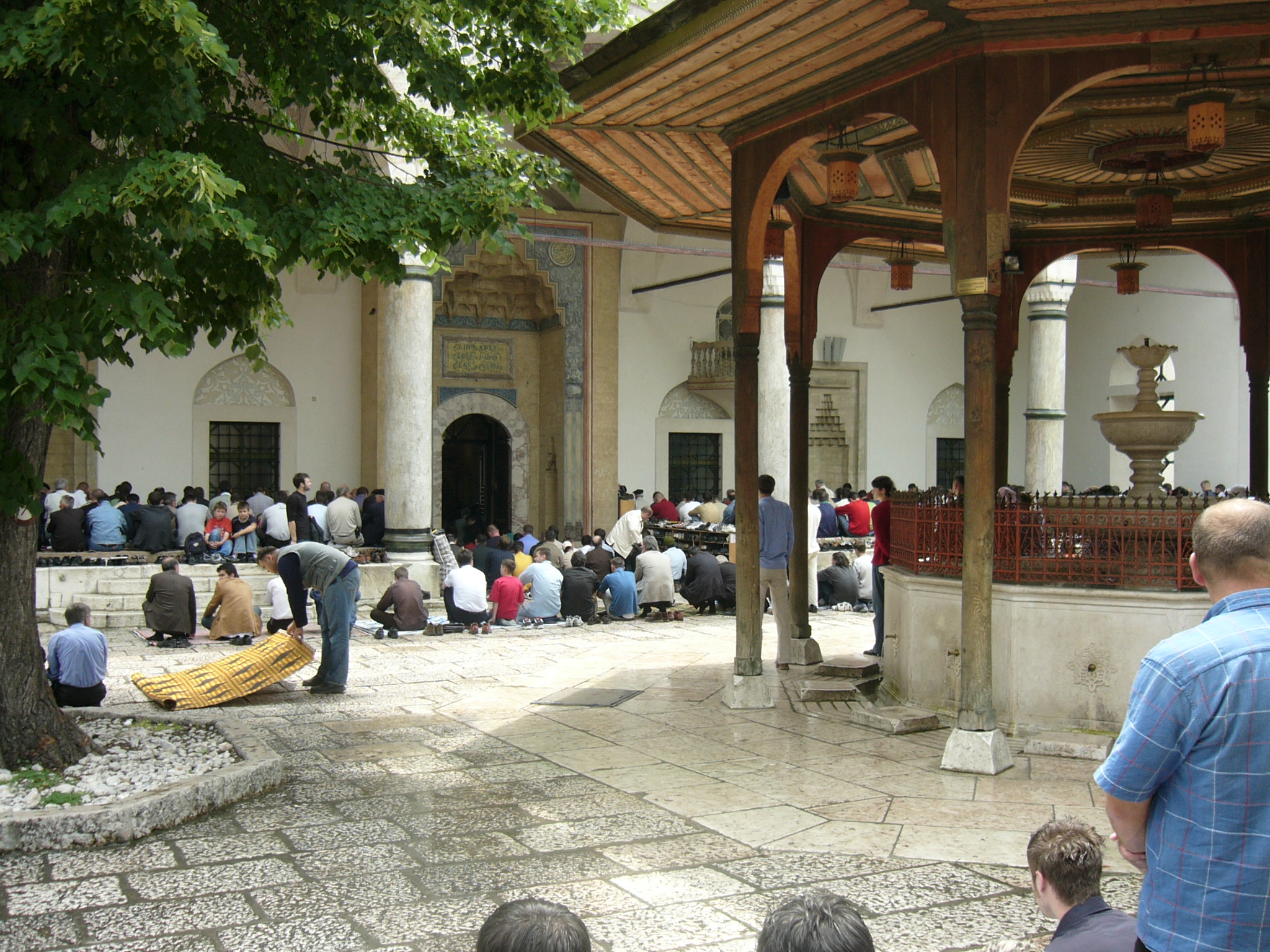
Cour de la mosquée de Gazi Husrev-bey

## Description

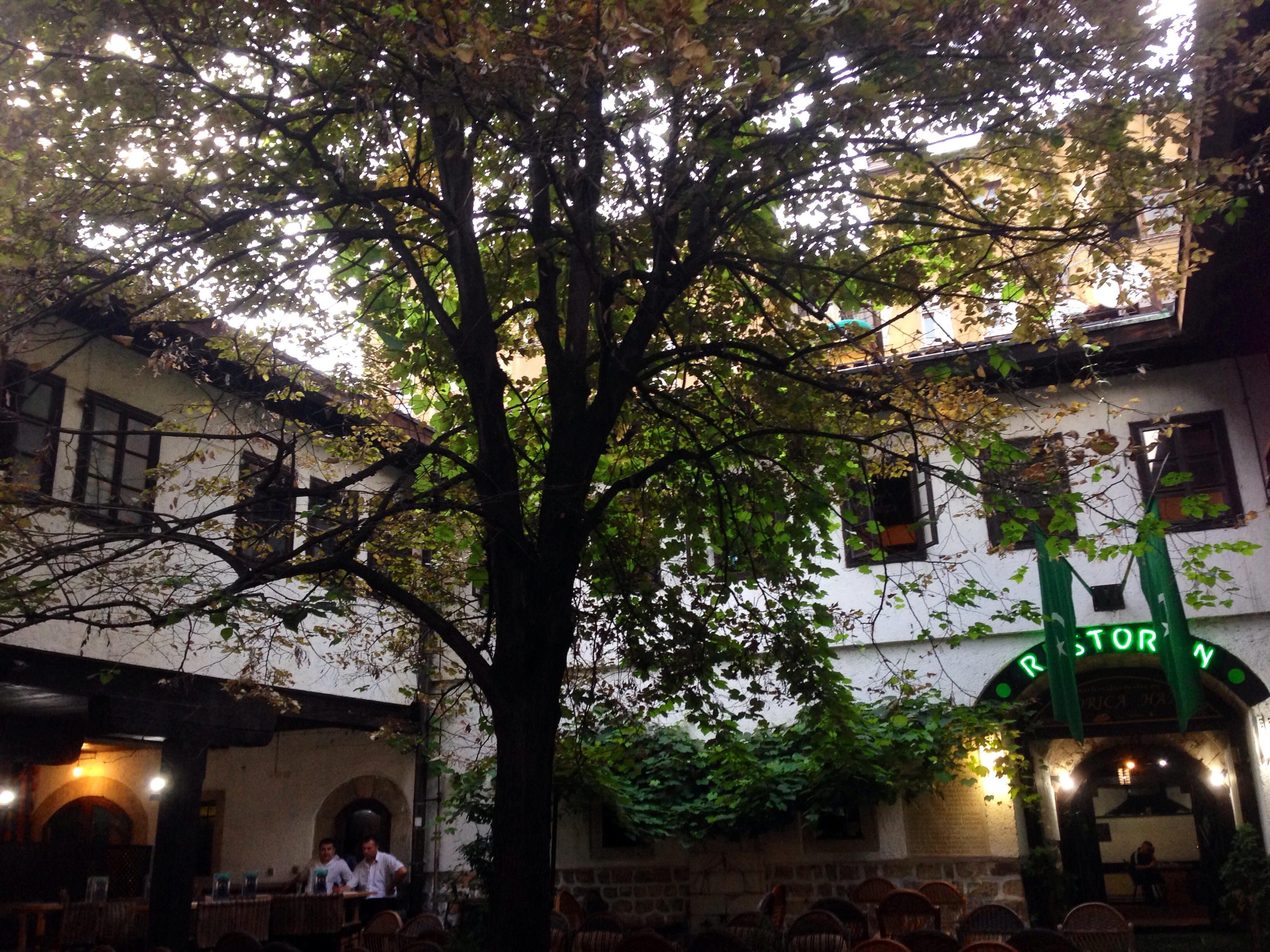
Un ancien han dans le quartier